# 3 stycznia
3 stycznia jest 3. dniem w kalendarzu gregoriańskim. Do końca roku pozostało 362 (w latach przestępnych 363) dni.

## Święta
- Imieniny obchodzą: Anter, Arleta, Cyriak, Cyryn, Cyryna, Daniel, Danuta, Enoch, Genowefa, Gordiusz, Meliton, Piotr, Pryma, Prymus, Teogenes, Teona, Teonas, Włościsława i Zdzisława.
- Burkina Faso – rocznica powstania ludowego w 1966 roku
- Wspomnienia i święta w Kościele katolickim[1][2] obchodzą:
  - Najświętsze Imię Jezus (do reformy Soboru II uroczystość liturgiczna, obecnie wspomnienie dowolne)[3]
  - św. Anteros (papież)
  - św. Genowefa z Paryża (dziewica)
  - św. Gordiusz(inne języki), męczennik (w Kościele neounickim)[4]
  - bł. Alan de Solminhac (biskup)
  - św. Cyriak Eliasz Chavara (prezbiter)
  - św. Malachiasz (w Kościele neounickim)[4]
  - św. Marianna Cope (tercjarka i misjonarka)
  - św. Piotr Balsamos-Apselamos (męczennik)
  - św. Zdzisława Czeska (tercjarka dominikańska) (zakony dominikańskie; w Kościele katolickim 30 maja)

## Wydarzenia w Polsce
- 1594 – Dziedzic Maciej Przyłubski wystawił w Toruniu dokument przekazujący w dzierżawę osadnikom olęderskim wieś Przyłubie koło Solca Kujawskiego.
- 1619 – (lub 11 grudnia 1618) Zawarto rozejm w Dywilinie, który zakończył II wojnę polsko-rosyjską, będącą następstwem dymitriad.
- 1661 – W Krakowie ukazało się pierwsze wydanie „Merkuriusza Polskiego”.
- 1664 – IV wojna polsko-rosyjska: wojska polskie rozpoczęły nieudane oblężenie Głuchowa.
- 1665 – Na rynku warszawskim został ścięty wicemarszałek Związku Braterskiego płk Konstanty Kotowski, jeden spośród skazanych na śmierć za porwanie i zamordowanie w 1662 roku hetmana polnego litewskiego Wincentego Gosiewskiego.
- 1741 – I wojna śląska: król pruski Fryderyk II Wielki wkroczył do opuszczonego przez Austriaków Wrocławia.
- 1795 – Austria, nie biorąca formalnie udziału w II rozbiorze Polski, zawarła za plecami Prus tajną konwencję z Rosją o III rozbiorze, na mocy której cesarz Franciszek II Habsburg przystępował do traktatu II rozbioru, ale tylko w granicach zaboru rosyjskiego.
- 1841 – We Fromborku został zamordowany biskup warmiński Andrzej Stanisław von Hatten.
- 1863 – Komitet Centralny Narodowy podjął decyzję o wybuchu powstania styczniowego z chwilą ogłoszenia branki.
- 1887 – W szczecińskiej stoczni AG Vulcan zwodowano chiński krążownik pancerny „Jingyuan”.
- 1891 – Ukazało się pierwsze wydanie „Gazety Robotniczej”.
- 1898 – Ukazało się pierwsze wydanie „Gońca Łódzkiego”.
- 1926 – W Katowicach odbyła się konsekracja pierwszego biskupa katowickiego Augusta Hlonda, późniejszego arcybiskupa metropolity gnieźnieńskiego i warszawskiego oraz prymasa Polski.
- 1944 – Oddziały Armii Czerwonej przekroczyły przedwojenną wschodnią granicę Rzeczypospolitej (noc z 3 na 4)[5].
- 1945 – Krajowa Rada Narodowa podjęła decyzję o odbudowie Warszawy.
- 1946 – Krajowa Rada Narodowa przyjęła ustawę o nacjonalizacji przemysłu.
- 1950 – Wyższa Szkoła Filmowa w Łodzi została przekształcona w Państwową Wyższą Szkołę Filmową.
- 1953 – Zniesiono wprowadzoną w roku poprzednim reglamentację żywności, lecz towarzyszyła jej znaczna podwyżka cen.
- 1957 – W wyniku połączenia Rewolucyjnego Związku Młodzieży i Związku Młodzieży Robotniczej powstał Związek Młodzieży Socjalistycznej.
- 1964 – Premiera komedii wojennej Gdzie jest generał... w reżyserii Tadeusza Chmielewskiego.
- 1965 – Założono zespół Czerwone Gitary.
- 1975 – Premiera 1. odcinka serialu telewizyjnego Droga w reżyserii Sylwestra Chęcińskiego.
- 1993 – Odbył się 1. Finał Wielkiej Orkiestry Świątecznej Pomocy.
- 1998 – Wydobyto ostatnią tonę węgla w KWK „Sosnowiec”.

## Wydarzenia na świecie

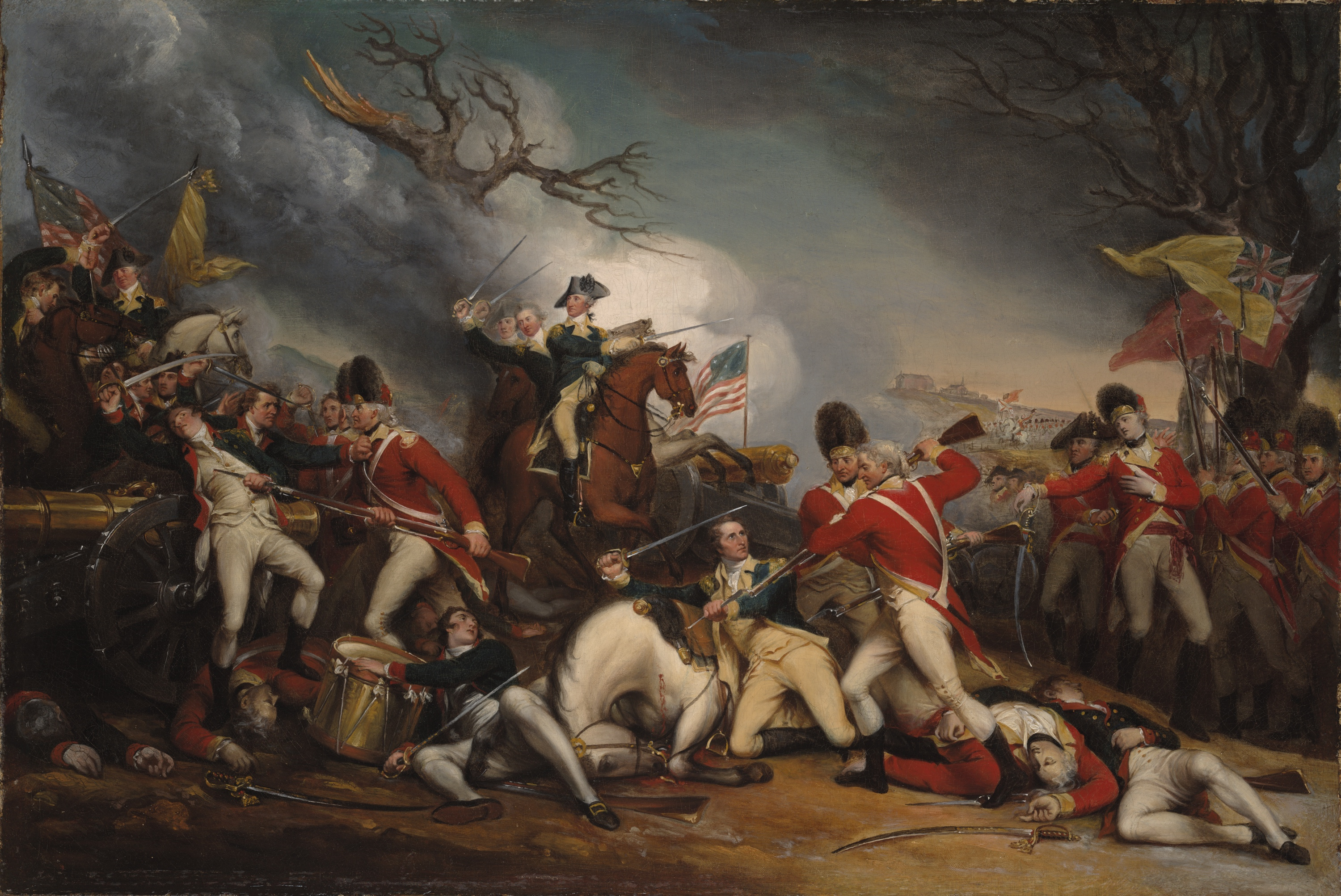
Bitwa pod Princeton (1777) na obrazie Johna Trumbulla

- 936 – Leon VII został papieżem.
- 1117 – W trzęsieniu ziemi w północnych Włoszech zginęło ok. 30 tys. osób.
- 1322 – Karol IV Piękny został królem Francjj i Nawarry.
- 1421 – Książę Warcisław IX powołał w Stralsundzie Sąd suchedniowy w księstwie rugijsko-wołogoskim.
- 1431:
  - Joanna d’Arc została przekazana w ręce trybunału biskupiego.
  - Rejzy husyckie: zwycięstwo husytów nad wojskami śląskimi w bitwie pod Horką.
- 1496 – Leonardo da Vinci przeprowadził nieudaną próbę swojej machiny latającej.
- 1521 – Papież Leon X ekskomunikował Marcina Lutra.
- 1537 – Marcin Luter zakończył pracę nad Artykułami szmalkaldzkimi.
- 1542 – Usunięty z urzędu były metropolita moskiewski Joazaf został przewieziony siłą do monastyru Świętego Cyryla Biełozierskiego w Kiriłłowie.
- 1602 – Irlandzka wojna dziewięcioletnia: wojska angielskie zdobyły Kinsale.
- 1701 – Antoni I Grimaldi został księciem Monako.
- 1777 – Wojna o niepodległość Stanów Zjednoczonych: zwycięstwo wojsk amerykańskich w bitwie pod Princeton.
- 1815 – Podpisano tajny traktat austriacko-francusko-brytyjski, przewidujący wspólne wystąpienie w przypadku zaatakowania którejś ze stron przez państwo trzecie.
- 1840 – Ukazało się pierwsze wydanie australijskiego dziennika „The Herald” (obecnie „Herald Sun”).
- 1843 – W Théâtre Italien w Paryżu odbyła się premiera opery Don Pasquale z muzyką Gaetana Donizettiego i librettem Giovanniego Ruffiniego(inne języki).
- 1848 – Joseph Jenkins Roberts został pierwszym prezydentem Liberii.
- 1852 – Pierwsi chińscy robotnicy-emigranci przybyli na Hawaje.
- 1859 – Oddano do użytku pierwszy odcinek wodociągu Washington Aqueduct.
- 1868 – Restauracja Meiji w Japonii obaliła feudalny siogunat i przywróciła władzę cesarską. Był to początek zwrotu w gospodarce i polityce japońskiej, który w XX wieku doprowadził ją do potęgi.
- 1870:
  - Edward Roye został prezydentem Liberii.
  - Rozpoczęto budowę Mostu Brooklińskiego w Nowym Jorku.
- 1871 – Wojna francusko-pruska: strategiczne zwycięstwo wojsk pruskich w bitwie pod Bapaume(inne języki).
- 1876 – James Spriggs-Payne został po raz drugi prezydentem Liberii.
- 1888 – W Obserwatorium Licka na Mount Hamilton koło San Jose w Kalifornii uruchomiono refraktor o średnicy soczewki 91 cm (36 cali), największy wówczas teleskop na świecie.
- 1889 – Niemiecki filozof Friedrich Nietzsche doznał na ulicy w Turynie załamania nerwowego po bezskutecznej próbie obrony konia okładanego batem przez woźnicę.
- 1911 – Trzęsienie ziemi o magnitudzie 7,7 zniszczyło Ałmaty w Kazachstanie. Zginęły 452 osoby, a 740 zostało rannych.
- 1917 – 12 osób zginęło, a 46 zostało rannych w zderzeniu dwóch pociągów na stacji w miejscowości Ratho(inne języki) koło Edynburga w Szkocji.
- 1919 – W Londynie, dwa tygodnie przed rozpoczęciem konferencji pokojowej w Paryżu, emir Fajsal I (syn króla Hidżazu) i Chaim Weizman (przedstawiciel Światowej Organizacji Syjonistycznej) podpisali umowę dotyczyącą rozstrzygnięcia sporów na Bliskim Wschodzie, powstałych po zakończeniu I wojny światowej. Było to krótkotrwałe porozumienie arabsko-żydowskie w zakresie ustanowienia ojczyzny dla narodu żydowskiego w Palestynie i rozwoju narodu arabskiego na Bliskim Wschodzie.
- 1920:
  - Łotewska wojna o niepodległość: w pierwszym dniu bitwy pod Dyneburgiem (3–25 stycznia) połączone siły łotewsko-polskie odbiły miasto z rąk bolszewików.
  - W trzęsieniu ziemi o sile 6,4 stopnia w skali Richtera w meksykańskich stanach Puebla i Veracruz zginęło od 648 do 4 tys. osób.
  - Zawarto zawieszenie broni w wojnie estońsko-bolszewickiej.
- 1922 – Dokonano oblotu czechosłowackiego samolotu pasażerskiego Aero A-10.
- 1925 – Benito Mussolini rozwiązał włoski parlament i ogłosił się dyktatorem.
- 1926 – Powstała należąca do koncernu General Motors i zlikwidowana w 2010 roku marka Pontiac.
- 1934:
  - Gheorghe Tătărescu został premierem Rumunii.
  - W wyniku eksplozji w kopalni węgla kamiennego „Nelson III” w czeskiej miejscowości Osek zginęło 140 górników i 2 osoby na powierzchni w zawalonym budynku kopalnianym.
- 1935 – Przed sądem w Flemington w amerykańskim stanie New Jersey rozpoczął się proces niemieckiego imigranta Bruno Richarda Hauptmanna(inne języki), oskarżonego o porwanie i zamordowanie w 1932 roku niespełna dwuletniego syna pilota Charlesa Lindbergha.
- 1938 – BBC World Service nadał pierwszą audycję w obcym języku (po arabsku).
- 1941 – II wojna światowa w Afryce: wojska brytyjskie rozpoczęły szturm na zajmowane przez Włochów miasto Bardija w Libii.
- 1943 – Front wschodni: Armia Czerwona wyzwoliła Nalczyk.
- 1944:
  - William Tubman został prezydentem Liberii.
  - W pobliżu Nowego Jorku, po serii eksplozji na pokładzie, zatonął niszczyciel USS „Turner”(inne języki), w wyniku czego zginęło 138 z 256 członków załogi.
- 1945 – Gen. Nikolaos Plastiras został premierem Grecji.
- 1946 – Wprowadzono przymusowy zarząd francuski nad kopalniami w Zagłębiu Saary.
- 1949 – Alfred Hitchcock i wytwórnia Warner Bros. zawarli umowę na realizację 4 filmów w ciągu 6 lat.
- 1954 – Wystartował włoski kanał telewizyjny Rai Uno.
- 1956 – W wyniku pożaru stacji przekaźnikowej na Wieży Eiffla połowa mieszkańców Paryża została pozbawiona sygnału telewizyjnego.
- 1958 – Z połączenia brytyjskich kolonii na Karaibach powstała Federacja Indii Zachodnich.
- 1959:
  - Alaska jako 49. stan przystąpiła do Unii.
  - Mieszkańcy południowych atoli Malediwów ogłosili niezależność od Wielkiej Brytanii i powołali Zjednoczoną Republikę Suwadiwów.
- 1961:
  - Na plantacji bawełny w Baixa de Cassanje(inne języki) w Portugalskiej Afryce Zachodniej (obecnie Angola) rozpoczął się strajk chłopów domagających się od władz kolonialnych poprawy warunków pracy.
  - USA zerwały stosunki dyplomatyczne z Kubą.
  - W katastrofie samolotu Douglas DC-3 w Koivulahti(inne języki) w Finlandii zginęło 25 osób.
  - W wyniku awarii eksperymentalnego reaktora atomowego w Atomic City w stanie Idaho zginęły 3 osoby.
- 1963 – W Hanowerze przedsiębiorstwo Telefunken zaprezentowało system telewizji kolorowej PAL.
- 1966 – Płk Sangoulé Lamizana przejął w wyniku zamachu stanu władzę w Górnej Wolcie (obecnie Burkina Faso).
- 1970 – Upadek meteorytu Lost City w amerykańskim stanie Oklahoma.
- 1972 – Amerykański seryjny morderca John Wayne Gacy zamordował swą pierwszą ofiarę.
- 1974 – Weszła w życie nowa konstytucja Birmy.
- 1976 – W katastrofie samolotu Tu-124 w Moskwie zginęło 61 osób.
- 1980 – Francisco Sá Carneiro został premierem Portugalii.
- 1983 – Rozpoczęła się trwająca nieprzerwanie do 2018 r. erupcja wulkanu Kīlauea na Hawajach.
- 1986 – Na zdjęciach wykonanych przez sondę Voyager 2 zostały odkryte księżyce Urana: Julia i Porcja.
- 1987:
  - Aretha Franklin jako pierwsza kobieta została wprowadzona do Rock and Roll Hall of Fame w Cleveland w stanie Ohio.
  - W Abidżanie na Wybrzeżu Kości Słoniowej w katastrofie Boeinga 707 należącego do brazylijskich linii Varig zginęło 50 osób.
- 1990 – Amerykańska inwazja na Panamę: obalony dyktator Manuel Noriega opuścił ambasadę watykańską i został aresztowany przez amerykańskich żołnierzy.
- 1992:
  - ChRL i Kazachstan nawiązały stosunki dyplomatyczne.
  - Władze Serbii i Czarnogóry ogłosiły utworzenie tzw. trzeciej Jugosławii.
- 1993 – W Moskwie podpisano rosyjsko-amerykańskie porozumienie rozbrojeniowe START II.
- 1994 – 125 osób zginęło w katastrofie rosyjskiego samolotu Tu-154 w Irkucku.
- 1996 – 7 osób zginęło, a 20 zostało rannych po wybuchu bomby położonej przez separatystów z Kaszmiru na bazarze w Nowym Delhi.
- 1999:
  - Víctor Joy Way(inne języki) został premierem Peru.
  - W nieudanym zamachu bombowym na premiera Pakistanu Nawaza Sharifa przed jego rezydencją pod Lahore zginęły 4 osoby.
- 2000:
  - Otwarto Westpac Stadium w stolicy Nowej Zelandii Wellington.
  - Palestyńscy terroryści ostrzelali ambasadę Rosji w Bejrucie w proteście przeciwko wojnie w Czeczenii. Zginął libański policjant i jeden z napastników.
- 2004 – W Szarm el-Szejk w Egipcie 148 osób zginęło w katastrofie startującego w rejs do Paryża egipskiego Boeinga 737.
- 2005 – W klinice w saudyjskim Rijadzie przeprowadzono operację rozdzielenia polskich bliźniaczek syjamskich z Janikowa.
- 2007 – Kenia zamknęła granice z ogarniętą wojną domową Somalią.
- 2008 – 6 osób zginęło, a 68 zostało rannych w zamachu bombowym na konwój wojskowy w mieście Diyarbakır w południowo-wschodniej Turcji.
- 2009:
  - John Atta-Mills został wybrany na prezydenta Ghany.
  - Operacja „Płynny Ołów”: wojska izraelskie wkroczyły do Strefy Gazy.
  - Z Buenos Aires wystartował Rajd Dakar 2009, odbywający się po raz pierwszy poza Europą i Afryką.
  - Został wygenerowany zerowy blok #0 (tzw. blok genezy, z ang. Genesis Block), co uznawane jest za początek funkcjonowania kryptowaluty Bitcoin
- 2011 – U południowych wybrzeży Jemenu zatonęły 2 łodzie z około 80 uchodźcami z Afryki.
- 2012 – Christopher Loeak został wybrany przez parlament na urząd prezydenta Wysp Marshalla.
- 2013:
  - Australijski astronom Robert McNaught odkrył kometę C/2013 A1, która 19 października 2014 roku minęła Marsa w odległości 143 tys. km.
  - Została samorozwiązana powiązana z ETA i zdelegalizowana w 2003 roku baskijska partia polityczna Batasuna.
- 2015 – Miasto Baga w północno-wschodniej Nigerii zostało zajęte przez islamistów z organizacji Boko Haram, którzy do 8 stycznia dokonali masakry od 100 do ponad 2 tys. miejscowych chrześcijan.
- 2020:
  - Oliwer Spasowski został premierem Macedonii Północnej.
  - W amerykańskim ataku powietrznym w Bagdadzie zginęło 9 osób, w tym irański generał i dowódca sił Ghods Ghasem Solejmani.
- 2024 – 89 osób zginęło, a 284 zostały ranne w zamachu bombowym w irańskim mieście w Kerman w trakcie obchodów czwartej rocznicy śmierci gen. Ghasema Solejmaniego.

## Eksploracja kosmosu
- 1963 – NASA utraciła łączność z sondą kosmiczną Mariner 2, która 14 grudnia poprzedniego roku dokonała pierwszego w historii zbliżenia się tego typu urządzenia do planety (Wenus).
- 1999 – W kierunku Marsa wystrzelono amerykańską sondę Mars Polar Lander.
- 2019 – Chińska sonda Chang’e 4 wylądowała na niewidocznej z Ziemi stronie Księżyca.

## Urodzili się
- 106 p.n.e. – Cyceron, rzymski polityk, filozof (zm. 43 p.n.e.)
- 313 – Nintoku, cesarz Japonii (zm. 399)
- 1196 – Tsuchimikado, cesarz Japonii (zm. 1231)
- 1239 – Jan II, hrabia Richmond, książę Bretanii (zm. 1305)
- 1290 – Konstancja, infantka portugalska, królowa Kastylii i Leónu (zm. 1313)
- 1307 – Otton IV, książę Dolnej Bawarii (zm. 1334)
- 1591 – (data chrztu) Valentin de Boulogne, francuski malarz (zm. 1632)
- 1628 – Alvise Mocenigo, doża Wenecji (zm. 1709)
- 1639 – Eleonora d’Esmier d’Olbreuse, francuska arystokratka (zm. 1722)
- 1642 – Diego Morcillo Rubio de Auñón de Robledo, hiszpański duchowny katolicki, arcybiskup metropolita Limy i prymas Peru (zm. 1730)
- 1680 – Johann Baptist Zimmermann, niemiecki malarz, sztukator (zm. 1758)
- 1694 – Paweł od Krzyża, włoski duchowny katolicki, pasjonista, święty (zm. 1775)
- 1698 – Pietro Metastasio, włoski prozaik, librecista (zm. 1782)
- 1711 – Giuseppe Maria Capece Zurlo, włoski duchowny katolicki, arcybiskup Neapolu, kardynał (zm. 1801)
- 1719 – Francisco José Freire(inne języki), portugalski historyk, filolog (zm. 1773)
- 1722:
  - Fredric Hasselquist(inne języki), szwedzki biolog (zm. 1752)
  - Melchior Starzeński, polski jezuita, pedagog, prozaik, poeta (zm. 1788)
- 1730 – Charles Palissot de Montenoy, francuski dramaturg (zm. 1814)
- 1737 – Heinrich Wilhelm von Gerstenberg, niemiecki poeta, dramaturg, krytyk literacki (zm. 1823)
- 1738 – Daniel Kazimierz Narbutt, polski duchowny katolicki, pijar, filozof, pedagog (zm. 1807)
- 1743 – Joseph-Benoît Suvée(inne języki), flamandzki malarz (zm. 1807)
- 1744 – Ippolit Bogdanowicz, rosyjski poeta, dramaturg (zm. 1803)
- 1756 – Jérôme Pétion de Villeneuve, francuski polityk, rewolucjonista, mer Paryża (zm. 1794)
- 1763 – Józef Fesch, francuski duchowny katolicki, arcybiskup Lyonu, kardynał (zm. 1839)
- 1774 – Juan Aldama, meksykański rewolucjonista (zm. 1811)
- 1777:
  - Eliza Bonaparte, francuska księżna (zm. 1820)
  - Louis Poinsot, francuski matematyk, fizyk (zm. 1859)
- 1778 – Antoni Melchior Fijałkowski, polski duchowny katolicki, teolog, arcybiskup warszawski (zm. 1861)
- 1779 – Franciszek Dzierożyński, polski jezuita, pedagog (zm. 1850)
- 1788 – Maurice Berkeley, brytyjski arystokrata, wojskowy, polityk (zm. 1867)
- 1789 – Carl Gustav Carus, niemiecki lekarz, malarz (zm. 1869)
- 1793 – Lucretia Mott, amerykańska sufrażystka, abolicjonistka (zm. 1880)
- 1794 – Joseph Lebeau(inne języki), belgijski polityk, premier Belgii (zm. 1865)
- 1800 – Kajetan Władysław Rzepecki, polski kapitan, powstaniec (zm. 1892)
- 1802:
  - Félix Dupanloup, francuski duchowny katolicki, biskup Orleanu, filozof (zm. 1878)
  - Charles Pelham Villiers, brytyjski prawnik, polityk (zm. 1898)
- 1803:
  - Guglielmo Gasparrini, włoski botanik, wykładowca akademicki (zm. 1866)
  - Douglas William Jerrold(inne języki), brytyjski pisarz (zm. 1857)
- 1806 – Henriette Sontag, niemiecka śpiewaczka operowa (sopran) (zm. 1854)
- 1810 – Antoine Thomson d’Abbadie, francuski astronom, geograf, fizyk (zm. 1897)
- 1817 – Józef Paszkowski, polski poeta, tłumacz (zm. 1861)
- 1819:
  - Jerzy Aleksandrowicz, polski botanik, ogrodnik (zm. 1894)
  - Charles Piazzi Smyth, brytyjski astronom (zm. 1900)
  - Franciszka Schervier, niemiecka zakonnica, błogosławiona (zm. 1876)
- 1823:
  - Aleksander Kamiński, polski malarz (zm. 1886)
  - Heinrich Gustav Reichenbach, niemiecki botanik (zm. 1889)
- 1827:
  - Johann Janda, niemiecki rzeźbiarz (zm. 1875)
  - Michel Rodange, luksemburski pisarz (zm. 1876)
- 1829 – Konrad Duden, niemiecki filolog, językoznawca, nauczyciel (zm. 1911)
- 1831 – Gustaw Adolf Gebethner, polski księgarz, wydawca (zm. 1901)
- 1832 – Władysław Olewiński, polski lekarz, chemik (zm. 1862)
- 1835 – Heinrich Marx, niemiecki duchowny katolicki, biskup pomocniczy wrocławski (zm. 1911)
- 1836 – Władysław Malecki, polski malarz (zm. 1900)
- 1839 – Wojciech Roj (starszy), polski gazda, kowal, cieśla, przewodnik tatrzański (zm. 1924)
- 1840 – Damian z Molokaʻi, belgijski misjonarz, święty (zm. 1889)
- 1841 – Franciszek Symon, polski duchowny katolicki, biskup pomocniczy mohylewski, biskup nominat płocki (zm. 1918)
- 1842 – Hermann Maas, niemiecki chirurg (zm. 1886)
- 1843:
  - Elzéar Abeille de Perrin, francuski entomolog, prawnik (zm. 1910)
  - Julian Pełesz, galicyjski duchowny greckokatolicki, biskup stanisławowski i przemyski, historyk Kościoła, pastoralista (zm. 1896)
- 1847 – Albert Bielschowsky, niemiecki historyk literatury (zm. 1902)
- 1850 – Maria Jankowska-Mendelson, polska publicystka, działaczka socjalistyczna (zm. 1909)
- 1852:
  - Georg Beuchelt, niemiecki przemysłowiec, inżynier, polityk (zm. 1913)
  - Emilia Terenkoczy, polska aktorka (zm. 1925)
- 1853 – Ernest Bandrowski, polski chemik, wykładowca akademicki, działacz społeczny, polityk (zm. 1920)
- 1855:
  - Hubert Bland(inne języki), brytyjski działacz socjalistyczny (zm. 1914)
  - Meta von Salis, szwajcarska feministka, dziennikarka (zm. 1929)
- 1856 – Iwan Selezniow, ukraiński malarz (zm. 1936)
- 1857:
  - Emma Ihrer, niemiecka feministka, działaczka związkowa (zm. 1911)
  - Józef Hilary de Lilia Nowalski, polski archeolog, muzealnik (zm. 1928)
  - Bronisław Lachowicz(inne języki), polski chemik, wykładowca akademicki (zm. 1903)
  - Mieczysław Strzelbicki, polski ziemianin, urzędnik (zm. 1922)
- 1858 – Kacper Kobyliński, polski duchowny katolicki, działacz społeczny (zm. 1913)
- 1860 – Nathan Edwin Brill, amerykański lekarz (zm. 1925)
- 1861:
  - Ernest Renshaw, brytyjski tenisista (zm. 1899)
  - William Renshaw, brytyjski tenisista (zm. 1904)
- 1862:
  - Max Littmann, niemiecki architekt (zm. 1931)
  - Matthew Nathan, brytyjski wojskowy, administrator kolonialny, urzędnik państwowy pochodzenia żydowskiego (zm. 1939)
- 1863:
  - Helena Dąbczańska, polska kolekcjonerka dzieł sztuki (zm. 1956)
  - George Campbell Lindsay, szkocki rugbysta (zm. 1905)
- 1866 – František Udržal, czechosłowacki polityk, premier Czechosłowacji (zm. 1938)
- 1870:
  - Herman Lieberman, polski prawnik, publicysta, polityk, minister sprawiedliwości (zm. 1941)
  - Genowefa Torres Morales, hiszpańska zakonnica, święta (zm. 1956)
- 1871:
  - Daniel Alomía Robles, peruwiański kompozytor, muzykolog (zm. 1942)
  - Ludomił Pułaski, polski ziemianin, polityk, senator RP (zm. 1953)
- 1872 – Jonas Vileišis, litewski dziennikarz, prawnik, polityk, burmistrz Kowna (zm. 1942)
- 1876:
  - Janina Korolewicz-Waydowa, polska śpiewaczka operowa (sopran) (zm. 1955)
  - Wilhelm Pieck, niemiecki polityk, działacz komunistyczny, prezydent NRD (zm. 1960)
- 1879:
  - Grace Coolidge, amerykańska pierwsza dama (zm. 1957)
  - Steponas Kairys, litewski polityk (zm. 1964)
- 1880:
  - László Bártfai Szabó, węgierski historyk, archiwista, bibliotekarz, pedagog (zm. 1964)
  - Muhammed Alim Chan, ostatni emir Buchary (zm. 1944)
  - Walery Władysław Łoziński, polski geograf, geolog, wykładowca akademicki (zm. 1944)
- 1881 – Paul Assmann, niemiecki geolog, paleontolog (zm. 1967)
- 1882 – Donizetti Tavares, brazylijski duchowny katolicki, błogosławiony (zm. 1961)
- 1883:
  - Clement Attlee, brytyjski polityk, premier Wielkiej Brytanii (zm. 1967)
  - Duncan Gillis, kanadyjski lekkoatleta, młociarz i dyskobol (zm. 1963)
  - Sylvie(inne języki), francuska aktorka (zm. 1970)
- 1885:
  - Raul Koczalski, polski pianista, kompozytor (zm. 1948)
  - Konstanty Krugłowski, polski śpiewak operowy (baryton), aktor (zm. 1966)
  - Harry Elkins Widener, amerykański przedsiębiorca, kolekcjoner książek (zm. 1912)
- 1886:
  - John Gould Fletcher, amerykański poeta (zm. 1950)
  - Josephine Hull, amerykańska aktorka (zm. 1957)
  - Grigorij Nieujmin, rosyjski astronom (zm. 1946)
- 1887:
  - Nicolás Fasolino, argentyński duchowny katolicki, arcybiskup Santa Fe, kardynał (zm. 1969)
  - August Macke, niemiecki malarz (zm. 1914)
- 1888:
  - Herbert Morrison, brytyjski polityk (zm. 1965)
  - George Seitz(inne języki), amerykański reżyser filmowy (zm. 1944)
- 1889:
  - Jan Chrzciciel Faubel Cano, hiszpański działacz Akcji Katolickiej, męczennik, błogosławiony (zm. 1936)
  - Kazimierz Vetulani, polski inżynier, teoretyk budownictwa (zm. 1941)
- 1890:
  - Bruno Kastner, niemiecki aktor (zm. 1932)
  - Mieczysław Kotarbiński, polski malarz, grafik (zm. 1943)
- 1892 – John Ronald Reuel Tolkien, brytyjski pisarz (zm. 1973)
- 1893 – Pierre Drieu la Rochelle, francuski pisarz (zm. 1945)
- 1894:
  - Paschalis Penadés Jornet, hiszpański duchowny katolicki, męczennik, błogosławiony (zm. 1936)
  - ZaSu Pitts, amerykańska aktorka (zm. 1963)
- 1895:
  - Larry Crosby, amerykański publicysta (zm. 1975)
  - Borys Latoszynski, ukraiński kompozytor (zm. 1968)
- 1896 – Władysław Dobrowolski, polski lekkoatleta, szermierz, działacz sportowy (zm. 1969)
- 1897:
  - Dorothy Arzner, amerykańska reżyserka, montażystka i scenarzystka filmowa (zm. 1979)
  - Marion Davies, amerykańska aktorka, scenarzystka, producentka filmowa, filantropka (zm. 1961)
  - Pola Negri, polska aktorka (zm. 1987)
- 1899:
  - Jon Hin, holenderski żeglarz sportowy (zm. 1957)
  - Felka Płatek, polska malarka pochodzenia żydowskiego (zm. 1944)
- 1900:
  - Marcel Gobillot, francuski kolarz szosowy (zm. 1981)
  - Marian Melman, polski aktor, reżyser teatralny i filmowy pochodzenia żydowskiego (zm. 1978)
- 1901:
  - Cyryl, prawosławny patriarcha Bułgarii (zm. 1971)
  - Francesco Mottola, włoski duchowny katolicki, Sługa Boży (zm. 1969)
  - Ngô Đình Diệm, wietnamski polityk, prezydent Wietnamu Południowego (zm. 1963)
  - Eric Voegelin, amerykański filozof pochodzenia austriackiego (zm. 1985)
- 1902:
  - Umberto Barbaro(inne języki), włoski krytyk filmowy, eseista (zm. 1959)
  - Jerzy Daniel Kędzierski, polski kapitan, architekt (zm. 1981)
  - Bohdan Korewicki, polski pisarz (zm. 1975)
- 1903:
  - Aleksandr Bek, rosyjski pisarz (zm. 1972)
  - Alois Hess, austriacki piłkarz, trener (zm. 1956)
  - Tadeusz Kubalski, polski aktor, reżyser teatralny, architekt (zm. 1963)
  - Jaipal Singh, indyjski hokeista na trawie (zm. 1970)
  - Seweryn Wielanier, polski inżynier, sierżant, uczestnik powstania warszawskiego (zm. 1993)
- 1904 – Izydora Dąmbska, polska filozof (zm. 1983)
- 1905:
  - Henryk Drzewiecki, polski pisarz (zm. 1937)
  - Takamatsu, japoński książę, komandor (zm. 1987)
  - Anna May Wong, amerykańska aktorka pochodzenia chińskiego (zm. 1961)
- 1906:
  - Roman Brandstaetter, polski poeta, prozaik, dramaturg, tłumacz pochodzenia żydowskiego (zm. 1987)
  - Óscar Domínguez, hiszpański malarz (zm. 1957)
  - Veronika Kohlbach, austriacka wszechstronna lekkoatletka (zm. 1996)
  - William Wilson Morgan, amerykański astronom (zm. 1994)
  - Jan Rosner, polski prawnik, ekonomista, polityk (zm. 1991)
  - Aleksiej Stachanow, radziecki górnik, inicjator współzawodnictwa pracy (zm. 1977)
  - Shirō Toyoda(inne języki), japoński reżyser filmowy (zm. 1977)
- 1907:
  - Ronald Cartland, brytyjski polityk (zm. 1940)
  - Ray Milland, walijski aktor (zm. 1986)
- 1908 – Marian Strzelbicki, polski podporucznik rezerwy kawalerii (zm. 1940)
- 1909:
  - Victor Borge, duńsko-amerykański komik, pianista, dyrygent pochodzenia żydowskiego (zm. 2000)
  - Józef Paweł Natanson, polski malarz, scenograf filmowy (zm. 2003)
  - Natalia Reuttowa, polska pedagog (zm. 1986)
  - Karol Wagner-Pieńkowski, polski emigracyjny dziennikarz radiowy (zm. 1988)
- 1910 – John Sturges, amerykański reżyser filmowy (zm. 1992)
- 1911 – Bohdan Urbanowicz, polski malarz, architekt, pedagog (zm. 1994)
- 1912:
  - Tibor Berczelly, węgierski szablista, florecista (zm. 1990)
  - Armand Lohikoski(inne języki), fiński reżyser filmowy (zm. 2005)
  - Marian Pisarek, polski major pilot, as myśliwski (zm. 1942)
  - Florian Stępniak, polski kapucyn, męczennik, błogosławiony (zm. 1942)
- 1913 – Mircea, książę Rumunii (zm. 1916)
- 1914:
  - Ewald Schuldt, niemiecki archeolog (zm. 1987)
  - Zhou Erfu, chiński pisarz (zm. 2004)
- 1915 – Władysław Flont, polski podporucznik, żołnierz AK, cichociemny (zm. 1988)
- 1916:
  - Erik Ågren, szwedzki bokser (zm. 1985)
  - Maxene Andrews, amerykańska wokalistka, członkini zespołu The Andrews Sisters (zm. 1995)
  - Betty Furness, amerykańska aktorka (zm. 1994)
  - Brunon Marchewka, polski generał dywizji (zm. 1992)
  - Józef Olszewski, polski polityk, poseł na Sejm PRL, działacz partyjny, dyplomata (zm. 2002)
  - Zdzisław Postępski, polski fotograf (zm. 1991)
- 1917:
  - Jan Łopuski, polski prawnik (zm. 2019)
  - Jesse White(inne języki), amerykański aktor (zm. 1997)
- 1918:
  - Iwan Bodiul, mołdawski i radziecki polityk (zm. 2013)
  - Jerzy Dziewicki, polski dziennikarz, publicysta (zm. 1985)
- 1919:
  - Ziuta Kryniczanka(inne języki), polska tancerka, aktorka (zm. 1948)
  - Herbie Nichols, amerykański muzyk jazzowy, pianista, kompozytor (zm. 1963)
- 1920:
  - Michaił Badiuk, radziecki major lotnictwa (zm. 1993)
  - Siegfried Buback, niemiecki prawnik, prokurator generalny (zm. 1977)
  - Renato Carosone, włoski piosenkarz, pianista, kompozytor (zm. 2001)
- 1921:
  - Zygmunt Kulawik, polski piłkarz (zm. 1982)
  - Ryszard Szczyciński, polski aktor (zm. 2002)
- 1922:
  - Witold Kałuski, polski aktor, śpiewak, żołnierz AK, uczestnik powstania warszawskiego (zm. 1991)
  - Leon Karłowicz, polski nauczyciel, pisarz, żołnierz AK (zm. 2002)
  - Ágnes Nemes Nagy, węgierska poetka, eseistka, tłumaczka (zm. 1991)
- 1923:
  - Halina Głuszkówna, polska aktorka (zm. 2012)
  - Henryk Kucharski, polski strażak, działacz społeczny (zm. 2018)
  - Henryk Pietraszkiewicz, polski kontradmirał (zm. 2019)
- 1924:
  - André Franquin, belgijski scenarzysta i rysownik komiksowy (zm. 1997)
  - Zygfryd Kuliński, polski rolnik, uczestnik podziemia antykomunistycznego (zm. 1950)
  - Stefan Wilkanowicz, polski dziennikarz, publicysta, działacz katolicki (zm. 2022)
- 1925:
  - Stanisław Dąbrowski, polski duchowny adwentystyczny (zm. 2016)
  - Zbigniew Lawrowski, polski inżynier mechanik, wykładowca akademicki (zm. 2012)
  - Włodzimierz Maciąg, polski pisarz, historyk i krytyk literacki (zm. 2012)
  - Zdzisław Piętka, polski ekonomista, polityk, poseł na Sejm PRL (zm. 2011)
- 1926:
  - Wacław Długoborski, polski historyk, wykładowca akademicki (zm. 2021)
  - Stanisław Hasiak, polski polityk, poseł na Sejm PRL (zm. 2003)
  - George Martin, brytyjski producent muzyczny, kompozytor, muzyk, dyrygent, aranżer (zm. 2016)
  - Eugeniusz Rytel, polski inżynier mechanik, konstruktor maszyn budowlanych (zm. 2016)
- 1927:
  - Teresa Dzieduszycka, polska tłumaczka, publicystka (zm. 2017)
  - Tytus Karlikowski, polski działacz podziemia antyhitlerowskiego, uczestnik powstania warszawskiego (zm. 2019)
  - Janaki Ballabh Patnaik, indyjski dziennikarz, polityk (zm. 2015)
  - Leônidas da Selva, brazylijski piłkarz (zm. 1985)
  - Henryk Szelęgiewicz, polski biolog, zoolog (zm. 1983)
- 1928:
  - Frank Anderson, kanadyjski szachista (zm. 1980)
  - Theo Hahn, niemiecki krystalograf (zm. 2016)
  - Janusz Tofil, polski architekt, twórca sztuki sakralnej (zm. 2020)
- 1929:
  - Apoloniusz Czernów, polski generał brygady pilot (zm. 2018)
  - Wanda Ficowska, polska malarka (zm. 2013)
  - Józef Kukułka, polski politolog, historyk, dyplomata (zm. 2004)
  - Sergio Leone, włoski reżyser i scenarzysta filmowy (zm. 1989)
  - Gordon E. Moore, amerykański chemik, informatyk, przedsiębiorca (zm. 2023)
- 1930:
  - Jan Baszkiewicz, polski prawnik, historyk (zm. 2011)
  - Mara Corday, amerykańska aktorka, modelka (zm. 2025)
  - Robert Loggia, amerykański aktor, reżyser filmowy pochodzenia włoskiego (zm. 2015)
  - Włodzimierz Obidowicz, polski pianista, pedagog (zm. 2016)
  - Izabella Olszewska, polska aktorka (zm. 2024)
- 1931:
  - Eugeniusz Kaźmierski, polski szermierz, trener, lekarz (zm. 2011)
  - Thomas Muckle, szkocki patolog, muzyk, winiarz (zm. 2014)
  - Józef Walczak, polski piłkarz, trener (zm. 2016)
- 1932:
  - Dabney Coleman, amerykański aktor (zm. 2024)
  - Anatolij Kuklin, radziecki pułkownik lotnictwa, kosmonauta (zm. 2006)
  - Eeles Landström, fiński lekkoatleta, wieloboista, tyczkarz, golfista, pisarz, polityk (zm. 2022)
  - Henryk Langierowicz, polski trener koszykówki (zm. 2013)
  - Anna Łubieńska, polska aktorka
- 1933:
  - Karl Rudolf Chowanetz, niemiecki dziennikarz, publicysta, wydawca (zm. 2000)
  - Jerzy Płodziszewski, polski kolarz torowy, trener (zm. 2011)
- 1934:
  - Bronisław Baraniecki, polski operator filmowy
  - Carla Hills, amerykańska polityk
  - Alfred Konieczny, polski historyk ustroju i prawa, wykładowca akademicki (zm. 2023)
  - Jan Schmidt(inne języki), czeski reżyser i scenarzysta filmowy (zm. 2019)
  - Czesław Ząbecki, polski działacz sportowy (zm. 1997)
- 1935:
  - Alfredo del Águila, meksykański piłkarz (zm. 2018)
  - Florencio Amarilla, paragwajski piłkarz (zm. 2012)
  - Richard Karp, amerykański informatyk, wykładowca akademicki
  - Zenon Korytowski, polski malarz, grafik (zm. 2018)
  - Giovanni Lajolo, włoski kardynał, nuncjusz apostolski
  - Andrzej Leśniak, polski entomolog, wykładowca akademicki
  - Wiktor Sielanko, polski inżynier elektronik, polityk, minister bez teki
  - Alfred Szperling, polski siatkarz (zm. 2006)
  - Seweryn Wiechowski, polski kardiochirurg, wykładowca akademicki, działacz opozycji antykomunistycznej (zm. 2018)
  - Czesław Wronka, polski rzeźbiarz (zm. 1999)
  - Tomasz Żołnierkiewicz, polski malarz, profesor sztuk plastycznych (zm. 2018)
- 1936:
  - Shun’ichi Amari, japoński matematyk, wykładowca akademicki
  - Eugenia Botnaru, mołdawska aktorka (zm. 2020)
  - Andrzej Gajewski, polski piłkarz, trener (zm. 2018)
  - Roberto Gomes Guimarães, brazylijski duchowny katolicki, biskup Campos (zm. 2025)
  - Mirosław Malec, polski motocyklista rajdowy, trener, działacz sportowy (zm. 2020)
  - Paulin Moszczyński, polski hematolog, wykładowca akademicki
  - Jerzy Niebrzydowski, polski inżynier energetyk, wykładowca akademicki (zm. 2015)
- 1937:
  - Tania Aszot-Harutunian, irańska pianistka (zm. 2022)
  - Gernot Böhme, niemiecki filozof (zm. 2022)
  - Kazimierz Domański, polski kolarz szosowy (zm. 2018)
  - Romana Hałat, polska malarka, pedagog (zm. 2012)
  - Zygmunt Konieczny, polski kompozytor
  - Jerzy Krechowicz, polski malarz, grafik, scenograf teatralny (zm. 2023)
  - Glen A. Larson, amerykański scenarzysta i producent filmowy (zm. 2014)
  - Nadia Lutfi, egipska aktorka (zm. 2020)
  - Adam Medyński, polski szermierz, trener (zm. 2025)
  - Jerzy Mikułowski Pomorski, polski socjolog, medioznawca (zm. 2020)
  - Andrzej Ramlau, polski operator filmowy
  - Andrzej Sydor, polski szachista
- 1938:
  - Ove Andersson, szwedzki kierowca rajdowy (zm. 2008)
  - Włodzimierz Smoliński, polski zapaśnik, trener
  - Dan Vadis, amerykański aktor, kaskader, kulturysta pochodzenia greckiego (zm. 1987)
- 1939:
  - Arik Einstein, izraelski piosenkarz, autor piosenek (zm. 2013)
  - Bobby Hull, kanadyjski hokeista (zm. 2023)
  - Joanna Papuzińska, polska autorka literatury dziecięcej
  - Michel Siffre, francuski geolog, speleolog (zm. 2024)
- 1940:
  - Bernard Blaut, polski piłkarz, trener (zm. 2007)
  - Bogumił Grott, polski historyk, politolog, religioznawca
  - Tsutomu Hanahara, japoński zapaśnik (zm. 2024)
  - Maciej Krasicki(inne języki), polski dziennikarz, scenarzysta filmowy (zm. 1999)
  - Andrzej Mrożewski, polski aktor
  - Alberto Rendo, argentyński piłkarz, trener
  - Thelma Schoonmaker, amerykańska montażystka filmowa
- 1941:
  - Heidi Gerhard, niemiecka lekkoatletka, sprinterka
  - Iwona Śledzińska-Katarasińska, polska dziennikarka, polityk, poseł na Sejm RP (zm. 2024)
- 1942:
  - Vasco Graça Moura, portugalski prozaik, poeta, tłumacz, polityk, eurodeputowany (zm. 2014)
  - Evariste Ngoyagoye, burundyjski duchowny katolicki, arcybiskup Bużumbury
  - Igor Oleszkiewicz, polski koszykarz
  - László Sólyom, węgierski prawnik, polityk, przewodniczący Trybunału Konstytucyjnego, prezydent Węgier (zm. 2023)
  - John Thaw(inne języki), brytyjski aktor (zm. 2002)
- 1943:
  - Ciriaco Benavente Mateos, hiszpański duchowny katolicki, biskup Albacete
  - Andrzej Nawrocki, polski operator filmowy
  - Richard Kerner, francuski fizyk teoretyczny
  - Alicja Siemak-Tylikowska, polska pedagog, profesor (zm. 2019)
- 1944:
  - Ramiro Blacutt, boliwijski piłkarz, trener (zm. 2024)
  - Janusz Chodorowski, polski inżynier, samorządowiec, prezydent Mielca
  - Henryk Dederko, polski reżyser filmowy, dokumentalista
  - Apolonia Nowak, polska śpiewaczka, autorka wycinanek
  - Chris von Saltza, amerykańska pływaczka
  - Maciej Staszewski, polski aktor (zm. 1982)
- 1945:
  - Wojciech Brzozowicz, polski aktor (zm. 2015)
  - António Capucho, portugalski polityk
  - Elżbieta Chachaj, polska malarka
  - József Csermely, węgierski wioślarz
  - Mirosław Kofta, polski psycholog, profesor nauk humanistycznych
  - Bogusław Polak, polski historyk, wykładowca akademicki
  - Henryk Ronek, polski ekonomista, wykładowca akademicki
  - David Starkey, brytyjski historyk, wykładowca akademicki, osobowość radiowa i telewizyjna
  - Stephen Stills, amerykański muzyk, członek zespołów Buffalo Springfield i Crosby, Stills and Nash
- 1946:
  - Antoine Audo, syryjski duchowny chaldejski, eparcha Aleppo
  - Terry Deary, brytyjski autor literatury dziecięcej i młodzieżowej
  - John Paul Jones, brytyjski muzyk, autor tekstów, członek zespołu Led Zeppelin
  - Tadeusz Kondrusiewicz, białoruski duchowny katolicki, arcybiskup moskiewski, arcybiskup mińsko-mohylewski pochodzenia polskiego
  - Don May, amerykański koszykarz
  - Victoria Principal, amerykańska aktorka, modelka
  - Jan Szymczak, polski historyk, wykładowca akademicki
- 1947:
  - Ołeksij Kacman, ukraiński piłkarz, trener i sędzia piłkarski (zm. 2017)
  - Jan Klejszmit, polski generał dywizji
  - Daniel Lech Kłosek, polski piosenkarz
  - Seweryn Krajewski, polski piosenkarz, muzyk, kompozytor, były lider zespołu Czerwone Gitary
  - Zygmunt Lenkiewicz, polski dziennikarz i działacz sportowy
  - Adam Myjak, polski rzeźbiarz, pedagog (zm. 2025)
  - Nikołaj Stolarow, rosyjski piłkarz
- 1948:
  - Jan Bazen, holenderski łyżwiarz szybki
  - Jerzy Kniaź, polski żużlowiec, trener (zm. 2009)
  - Manfred Kokot, niemiecki lekkoatleta, sprinter
  - Donato Negro, włoski duchowny katolicki, arcybiskup Otranto
- 1949:
  - Sylvia Likens, amerykańska ofiara morderstwa (zm. 1965)
  - Leszek Nagrabecki, polski reżyser filmowy, projektant sztuki użytkowej
  - Marc Porel, francuski aktor (zm. 1983)
- 1950:
  - Faouzi Benzarti, tunezyjski piłkarz, trener
  - Olivier Greif, francuski kompozytor pochodzenia żydowskiego (zm. 2000)
  - Ireneusz Linde, polski artysta fotografik
  - Vesna Vulović, serbska stewardesa (zm. 2016)
- 1951:
  - Luc Ferry, francuski filozof, publicysta, wykładowca akademicki, polityk
  - Wilfried Huismann(inne języki), niemiecki reżyser filmowy
  - Jacek Manicki, polski tłumacz literatury pięknej z języka angielskiego (zm. 2014)
  - Andreas Martens, niemiecki rysownik, autor komiksów
  - Nicolae Pop, rumuński siatkarz
  - Maciej Poręba, polski polityk, poseł na Sejm RP
  - François Saint-Gilles, francuski lekkoatleta, sprinter
- 1952:
  - Esperanza Aguirre, hiszpańska polityk
  - Artur Balazs, polski rolnik, polityk, minister rolnictwa i rozwoju wsi
  - Grzegorz Cziura, polski sztangista (zm. 2004)
  - Gianfranco Fini, włoski polityk
- 1953:
  - Mehdi Cerbah, algierski piłkarz, bramkarz (zm. 2021)
  - Laurent Dognin, francuski duchowny katolicki, biskup pomocniczy Bordeaux
  - Henryk Hajduk, polski inżynier, polityk, poseł na Sejm RP
  - Angelo Parisi, włoski judoka
  - Peter Taylor, angielski piłkarz, trener
  - Mirosław Złomaniec, polski samorządowiec, wicemarszałek województwa lubelskiego
- 1954:
  - Emma Bull, amerykańska pisarka fantasy
  - Ewa Czeszejko-Sochacka, polska działaczka społeczna, menedżer kultury, polityk, poseł na Sejm RP
  - Ross Friedman, amerykański gitarzysta, członek zespołu Manowar
  - Stanisław Gudzowski, polski polityk, poseł na Sejm RP
  - Uładzimir Kanaplou, białoruski polityk
  - Eugeniusz Kurzawa(inne języki), polski poeta
  - Robert Olmstead, amerykański pisarz
  - Henryk Skarżyński, polski otolaryngolog, audiolog, foniatra, konsultant krajowy, wykładowca akademicki
  - György Surányi, węgierski ekonomista, polityk
- 1955:
  - Wincenty Elsner, polski przedsiębiorca, polityk, poseł na Sejm RP
  - Patrick Geryl, belgijski pisarz, astrofizyk amator
  - Jan Józefczuk, polski pediatra, gastroenterolog dziecięcy, wykładowca akademicki (zm. 2019)
  - Hryhorij Pedczenko, ukraiński generał pułkownik
  - Willy T. Ribbs, amerykański kierowca wyścigowy
  - Michel Salesse, francuski szpadzista
  - Nikołaj Sołoduchin, rosyjski judoka
- 1956:
  - Mel Gibson, australijsko-amerykański aktor, reżyser i producent filmowy
  - Jiří Maštálka, czeski lekarz, polityk, eurodeputowany
  - Martin Munyanyi, zimbabwejski duchowny katolicki, biskup Gweru (zm. 2022)
  - Roman Muszyński, polski malarz, grafik, fotograf (zm. 2007)
- 1957:
  - Andrzej Janisz, polski dziennikarz i komentator sportowy
  - Bojan Križaj, słoweński narciarz alpejski
  - Albin Mikulski, polski piłkarz, trener
- 1958:
  - Jānis Ķipurs, łotewski bobsleista
  - Alicja Pacewicz, polska ekonomistka, działaczka społeczna
  - Jewel Shepard, amerykańska aktorka
- 1959:
  - Alessandro Andrei, włoski lekkoatleta, kulomiot
  - Fiodor Jurczichin, rosyjski inżynier, kosmonauta
  - Elżbieta Klimaszewska, polska lekkoatletka, skoczkini w dal
- 1960:
  - Peter Boettke, amerykański ekonomista
  - Matthew Ndagoso, nigeryjski duchowny katolicki, arcybiskup metropolita Kaduny
  - Daniela Schadt, niemiecka dziennikarka, pierwsza dama
  - Miron Sycz, polski nauczyciel, działacz ukraińskiej mniejszości narodowej, samorządowiec, polityk, poseł na Sejm RP (zm. 2024)
  - Washington, brazylijski piłkarz (zm. 2014)
  - Paweł Wojciechowski, polski ekonomista, polityk, minister finansów
- 1961:
  - Dominique Bijotat, francuski piłkarz
  - Lynn Hill, amerykańska wspinaczka
  - Álvaro Magalhães, portugalski piłkarz
  - Władimir Potanin, rosyjski oligarcha, polityk
  - Susanne Riess, austriacka prawnik, polityk
- 1962:
  - Krzysztof Felczak, polski siatkarz, trener
  - Guy Pratt, brytyjski gitarzysta basowy
  - Lane Spina, amerykański narciarz dowolny
- 1963:
  - Gavril Balint, rumuński piłkarz, trener
  - Dawit Gobedżiszwili, gruziński, zapaśnik
  - Wiktor Mhłyneć, ukraiński piłkarz, trener
- 1964:
  - Farid Alakbarli, azerski historyk (zm. 2021)
  - Roberto Cravero, włoski piłkarz
  - Bruce LaBruce, kanadyjski pisarz, fotograf, filmowiec
  - Daniele Scarpa, włoski kajakarz
- 1965:
  - Aishah, malezyjska piosenkarka, polityk
  - Jens Albinus, duński aktor, reżyser i scenarzysta filmowy
  - Sverre Istad, norweski biathlonista
  - Dariusz Stanicki, polski siatkarz
- 1966:
  - Saleh Al-Saleh, saudyjski piłkarz
  - Tomasz Kot, polski jezuita
- 1967:
  - Marc Elsberg, austriacki pisarz
  - Magnus Gustafsson, szwedzki tenisista
  - Gintaras Kvitkauskas, litewski piłkarz
  - Maciej Łuczak, polski polityk, geodeta, senator RP
  - Miguel Poiares Maduro, portugalski prawnik, wykładowca akademicki, polityk
  - Jurij Sak, ukraiński piłkarz, trener
- 1968:
  - Ennio Falco, włoski strzelec sportowy
  - Adam Wodarczyk, polski duchowny katolicki, biskup pomocniczy katowicki
- 1969:
  - James Carter, amerykański muzyk jazzowy
  - Mieczysław Pisz, polski piłkarz (zm. 2015)
  - Michael Schumacher, niemiecki kierowca wyścigowy
  - Wiesław Śmigiel, polski duchowny katolicki, biskup toruński
  - Gerda Weissensteiner, włoska saneczkarka, bobsleistka pochodzenia tyrolskiego
- 1970:
  - Edward E. Baptist, amerykański historyk, wykładowca akademicki
  - Jacek Chrzanowski, polski basista, kompozytor, członek zespołu Hey
  - Yogi Johl, kanadyjski zapaśnik
  - Lee Beom-soo, południowokoreański aktor
  - Mitja Leskovar, słoweński duchowny katolicki, arcybiskup, nuncjusz apostolski
  - Cecilie Tenfjord-Toftby, szwedzka polityk
- 1971:
  - Mirosław Grabarczyk, polski szachista
  - Ghervazen Longher, rumuński polityk pochodzenia polskiego
  - Alice Nellis, czeska reżyserka filmowa
- 1972:
  - Alioum Boukar, kameruński piłkarz, bramkarz
  - Soner Karagöz, turecki bokser
  - Alisha Klass, amerykańska aktorka pornograficzna
  - Vladimir Kokol, słoweński piłkarz
  - Manuel Martínez, meksykański piłkarz
- 1973:
  - Dan Harmon, amerykański scenarzysta, producent filmowy, aktor, raper
  - Oliver Janich, niemiecki pisarz, dziennikarz, polityk
  - Carlos Nicola, urugwajski piłkarz, bramkarz
  - Vuk Rašović, serbski piłkarz, trener
  - Dariusz Skrobol, polski samorządowiec, burmistrz Pszczyny
  - Mikhail Zaritskiy, luksemburski piłkarz pochodzenia rosyjskiego
- 1974:
  - Howhannes Danielian, ormiański szachista
  - Piotr Dziubek, polski muzyk, kompozytor
  - Mike Ireland, kanadyjski łyżwiarz szybki
  - Paweł Kocur, kazachski szachista, sędzia szachowy
  - Alessandro Petacchi, włoski kolarz szosowy
  - Katie Porter, amerykańska polityk, kongreswoman
  - Franck Riester, francuski samorządowiec, polityk
  - Jason Sasser, amerykański koszykarz
  - Shin Eun-jung, południowokoreańska aktorka
  - Pablo Thiam, gwinejski piłkarz
  - Stefan Ustorf, niemiecki hokeista
- 1975:
  - Thomas Bangalter, francuski muzyk, członek zespołu Daft Punk
  - Ronald Cerritos, salwadorski piłkarz
  - Aneta Germanowa, bułgarska siatkarka
  - Shanta Ghosh, niemiecka lekkoatletka, sprinterka
  - Jun Maeda, japoński pisarz, kompozytor
  - Danica McKellar, amerykańska aktorka, matematyk
  - Witold Repetowicz, polski prawnik, dziennikarz, reporter wojenny
  - Robert Schultzberg, szwajcarski perkusista
  - Siergiej Wyszedkiewicz, rosyjski hokeista
- 1976:
  - Angelos Basinas, grecki piłkarz
  - Nicholas Gonzalez, amerykański aktor, model pochodzenia meksykańskiego
  - Daniel Hendler, urugwajsko-argentyński aktor, reżyser filmowy
  - Lee Hyung-taik, południowokoreański tenisista
  - Magdalena Rembacz, polska aktorka, modelka
  - Daniel Solà, hiszpański kierowca rajdowy
- 1977:
  - Lee Bowyer, angielski piłkarz
  - A.J. Burnett, amerykański baseballista
  - Mayumi Iizuka, japońska piosenkarka, aktorka
  - Ewa Iwańska-Wiwatowska, polska judoczka
  - Stéphane Pignol, francuski piłkarz
  - Youssef Safri, marokański piłkarz
  - Mark Schmetz, holenderski piłkarz ręczny
  - Murad Umachanow, rosyjski zapaśnik
- 1978:
  - Dimitra Kalendzu, grecka koszykarka
  - Liya Kebede, etiopska modelka, aktorka, projektantka mody
  - Monika Pełka-Fedak, polska piłkarka ręczna
  - Agnieszka Rysiukiewicz, polska lekkoatletka, sprinterka
- 1979:
  - Dmytro Cyrul, ukraiński hokeista
  - Anolyn Lulu, vanuacka tenisistka stołowa
  - Yénier Márquez, kubański piłkarz
  - Bálint Pásztor, serbski prawnik, polityk narodowości węgierskiej
  - Lucas Severino, brazylijski piłkarz
  - Ewa Szabatin, polska tancerka
  - Rie Tanaka, japońska piosenkarka
  - Koit Toome, estoński piosenkarz, aktor musicalowy
  - Daniel Urbanowicz, polski piłkarz ręczny
  - Paulo Vilhena, brazylijski aktor
- 1980:
  - Necati Ateş, turecki piłkarz
  - Bryan Clay, amerykański lekkoatleta, wieloboista
  - Frauke Dirickx, belgijska siatkarka
  - Federico Insúa, argentyński piłkarz
  - Raoul Kouakou, iworyjski piłkarz
  - Federico Luzzi, włoski tenisista (zm. 2008)
  - Claudio Maldonado, chilijski piłkarz
  - Héctor Romero, wenezuelski koszykarz
  - Mary Wineberg, amerykańska lekkoatletka, sprinterka
- 1981:
  - Kajsa Bergström, szwedzka curlerka
  - Bartłomiej Kielar, polski muzyk, wokalista, członek zespołu Verba
  - Dorota Malczewska, polska piłkarka ręczna
  - Eli Manning, amerykański futbolista
  - Benn Northover, brytyjski aktor
  - Elke Wijnhoven-Schuil, holenderska siatkarka
- 1982:
  - Eşref Apak, turecki lekkoatleta, młociarz
  - Andrea Dennis, brytyjska wioślarka
  - Park Ji-yoon, południowokoreańska piosenkarka, aktorka, modelka
  - Kathleen Olsovsky, amerykańska siatkarka
  - Luca Tesconi, włoski strzelec sportowy
  - Kasia Wilk, polska piosenkarka
- 1983:
  - Ross Edgar, brytyjski kolarz torowy
  - Matti Hietanen, fiński siatkarz
  - Tyra Misoux, niemiecka aktorka pornograficzna
  - Precious Lara Quigaman, filipińska modelka
- 1984:
  - Małgorzata Bielak, polska judoczka
  - Andrea Cassarà, włoski florecista
  - Maximilian Mechler, niemiecki skoczek narciarski
  - Bojana Radulović, serbska siatkarka
  - Heiko Schaffartzik, niemiecki koszykarz
  - Angelika Szrubianiec, polska biathlonistka
  - Peter Taylor, nowozelandzki wioślarz
- 1985:
  - Mateusz Bartel, polski szachista
  - Anna Battke, niemiecka lekkoatletka, tyczkarka
  - Brett Camerota, amerykański biegacz narciarski
  - Thomas Friess, austriacki piłkarz
  - Christine Girard, kanadyjska sztangistka
  - Linas Kleiza, litewski koszykarz
  - Anna Morgun, rosyjska wioślarka
  - Noelle Quinn, amerykańska koszykarka
  - Amila Zazu, polska piosenkarka
  - Michaił Żukow, rosyjski hokeista
- 1986:
  - Dana Abdulrazak, iracka lekkoatletka, sprinterka
  - Olga Butkevych, brytyjska zapaśniczka pochodzenia ukraińskiego
  - Lloyd, amerykański piosenkarz
  - Joanna Maciej, polska judoczka
  - Nejc Pečnik, słoweński piłkarz
  - Nikola Peković, czarnogórski koszykarz
  - Jacob Timpano, australijski piłkarz
- 1987:
  - Adrián, hiszpański piłkarz, bramkarz
  - Reto Berra, szwajcarski hokeista, bramkarz
  - Eva Copa, boliwijska polityczka
  - Szymon Staśkiewicz, polski pięcioboista nowoczesny
  - Jacek Stopa, polski szachista
- 1988:
  - Jonny Evans, północnoirlandzki piłkarz
  - Wałerija Honczarowa, ukraińska siatkarka
  - David Květoň, czeski hokeista
  - Brittany Reimer, kanadyjska pływaczka
- 1989:
  - Hovig Demirjian, ormiańsko-cypryjski piosenkarz
  - Alex D. Linz, amerykański aktor pochodzenia żydowskiego
  - Automne Pavia, francuska judoczka
  - Kōhei Uchimura, japoński gimnastyk
  - Rodrigo Velilla(inne języki), argentyński tancerz, piosenkarz
  - Arielle Wilson, amerykańska siatkarka
  - Giulio Zorzi, południowoafrykański pływak
- 1990:
  - Fabian Drzyzga, polski siatkarz
  - Lorenzo Gasperoni, sanmaryński piłkarz
  - Yōichirō Kakitani, japoński piłkarz
  - Tammi Patterson, australijska tenisistka
  - José Pierre Vunguidica, angolski piłkarz
  - Fatma Yıldırım, turecka siatkarka
- 1991:
  - Jerson Cabral, holenderski piłkarz
  - Erik Kynard, amerykański lekkoatleta, skoczek wzwyż
  - Candelaria Molfese(inne języki), argentyńska piosenkarka, aktorka
  - Darius Morris, amerykański koszykarz (zm. 2024)
  - Dejan Musli, serbski koszykarz
  - Alina Stadnik, ukraińska zapaśniczka
- 1992:
  - Jon Aurtenetxe, baskijski piłkarz
  - Michiel van der Heijden, holenderski kolarz górski i przełajowy
  - Doug McDermott, amerykański koszykarz
  - Sandra Zaniewska, polska tenisistka
- 1993:
  - Evelis Aguilar, kolumbijska lekkoatletka, wieloboistka
  - Naveed Ahmed, pakistański piłkarz
  - Kaisa Alanko, fińska siatkarka
  - Sara Alberti, włoska siatkarka
  - Ana Gonçalves, angolska koszykarka
  - Shi Jinglin, chińska pływaczka
- 1994:
  - Frankie Adams, nowozelandzka aktorka
  - Danny Bejarano, boliwijski piłkarz
  - Artur Haurus, białoruski hokeista
  - Isaquias Queiroz, brazylijski kajakarz
  - Aleksandra Wójcik, polska siatkarka
- 1995:
  - Rondae Hollis-Jefferson, amerykański koszykarz
  - Jisoo, południowokoreańska aktorka, wokalistka, członkini zespołu Blackpink
  - Kim Seol-hyun, południowokoreańska aktorka, wokalistka, członkini zespołu AOA
  - Ionela-Livia Lehaci, rumuńska wioślarka
  - Tonny Vilhena, holenderski piłkarz pochodzenia angolskiego
- 1996:
  - Witalij Andrejkiw, ukraiński hokeista
  - Gunnar Bentz, amerykański pływak
  - Marko Marić, chorwacki piłkarz, bramkarz
  - Bradley Mousley, australijski tenisista
  - Anna Nicoletti, włoska siatkarka
  - Florence Pugh, brytyjska aktorka
  - Kristy Wallace, australijska koszykarka
- 1997:
  - Jérémie Boga, francuski piłkarz pochodzenia iworyjskiego
  - Markéta Davidová, czeska biathlonistka
  - Bogdan Nicolescu, rumuński koszykarz
- 1998:
  - Patrick Cutrone, włoski piłkarz
  - Zou Jingyuan, chiński gimnastyk
- 1999 – Oskar Repka, polski piłkarz
- 2000:
  - Leandro Barreiro, luksemburski piłkarz pochodzenia portugalskiego
  - Ibrahim Kargbo Jr., belgijski piłkarz pochodzenia sierraleońskiego
- 2001:
  - Britany Anderson, jamajska lekkoatletka, płotkarka
  - Deni Avdija, izraelsko-serbski koszykarz
  - Léo Borges, brazylijski piłkarz
  - Nikola Horowska, polska lekkoatletka, sprinterka
  - Błażej Kulikowski, polski koszykarz
  - Oleksandra Olijnykowa, ukraińska tenisistka
- 2002:
  - Bruno Amione, argentyński piłkarz pochodzenia włoskiego
  - Nico González, hiszpański piłkarz
  - Anna Szpyniowa, rosyjska skoczkini narciarska
  - Oliwer Wdowik, polski lekkoatleta, sprinter
  - Kornel Witkowski, polski łyżwiarz figurowy
- 2003:
  - Francesca Alupei, rumuńska siatkarka
  - Andrés Ferrari, urugwajski piłkarz
  - Jakub Jankiewicz, polski aktor
  - Khadija Jlassi, tunezyjska zapaśniczka
  - Greta Thunberg, szwedzka aktywistka klimatyczna
- 2004:
  - Carlos Baleba, kameruński piłkarz
  - Miha Fontaine, kanadyjski narciarz dowolny
- 2005:
  - Alexéi Domínguez, meksykański piłkarz
  - Heriberto Jurado, meksykański piłkarz
- 2006 – Tara Babulfath, szwedzka judoczka pochodzenia irańskiego

## Zmarli
- 236 – Anteros, papież, święty (ur. ?)
- 500 – (lub 502) Genowefa z Paryża, francuska mistyczka, święta (ur. ok. 422)
- 873 – Jan III, syryjsko-prawosławny patriarcha Antiochii (ur. ?)
- 1225 – Adolf III, hrabia Holsztynu (ur. 1160)
- 1241 – Herman II, landgraf Turyngii (ur. 1222)
- 1247 – Władysław II, margrabia Moraw (ur. ok. 1227)
- 1322 – Filip V Wysoki, król Francji i Nawarry (ur. ok. 1293)
- 1328 – Jan z Montecorvino, włoski duchowny katolicki, franciszkanin, misjonarz, arcybiskup Pekinu, błogosławiony (ur. 1247)
- 1382 – Marco Visconti, włoski arystokrata (ur. 1353)
- 1427 – Gabriel V, patriarcha Koptyjskiego Kościoła Ortodoksyjnego (ur. ?)
- 1437 – Katarzyna de Valois, królewna francuska, królowa Anglii (ur. 1401)
- 1474 – Pietro Riario, włoski kardynał (ur. 1445)
- 1543 – Juan Rodriguez Cabrillo, portugalski żeglarz (ur. ok. 1499)
- 1552 – Henryk Wittelsbach, książę Palatynatu, duchowny katolicki, biskup Wormacji, Utrechtu i Fryzyngi (ur. 1487)
- 1571 – Joachim II Hektor, elektor Brandenburgii (ur. 1505)
- 1594 – Catalina de Cristo, hiszpańska karmelitanka, Służebnica Boża (ur. 1544)
- 1596 – Prokop Sieniawski, polski szlachcic, polityk (ur. ?)
- 1631 – Michelagnolo Galilei, włoski kompozytor (ur. 1575)
- 1641 – Jeremiah Horrocks, angielski duchowny anglikański, astronom (ur. 1618)
- 1646 – Francesco Erizzo, doża Wenecji (ur. 1566)
- 1665 – Konstanty Kotowski, polski szlachcic, pułkownik, urzędnik (ur. 1610)
- 1670 – George Monck, angielski arystokrata, polityk (ur. 1608)
- 1687 – Krzysztof Hartknoch, polski historyk (ur. 1644)
- 1689 – Jerzy Józef Radziwiłł, polski ziemianin, polityk (ur. 1668)
- 1699 – Mattia Preti, włoski malarz, freskant (ur. 1613)
- 1701 – Ludwik I Grimaldi, książę Monako (ur. 1642)
- 1702 – Luís de Sousa, portugalski duchowny katolicki, arcybiskup Lizbony, kardynał (ur. 1630)
- 1730 – Ludwik Konstanty Pociej, hetman wielki litewski, hetman polny litewski, marszałek Trybunału Głównego Wielkiego Księstwa Litewskiego (ur. 1664)
- 1748 – Georg Andreas Helwing, niemiecki pastor, lekarz, przyrodnik (ur. 1666)
- 1758 – Kazimierz Stanisław Pałaszowski, polski duchowny katolicki, teolog, rektor Akademii Krakowskiej (ur. 1692)
- 1761 – Willem de Fesch, holenderski kompozytor (ur. 1687)
- 1779 – Claude Bourgelat, francuski weterynarz, hipolog (ur. 1712)
- 1785 – Baldassare Galuppi, włoski kompozytor (ur. 1706)
- 1795 – Josiah Wedgwood, brytyjski producent porcelany (ur. 1730)
- 1798 – Yuan Mei, chiński poeta (ur. 1716)
- 1800 – Karl Wilhelm Finck von Finckenstein, pruski polityk, dyplomata (ur. 1714)
- 1823 – Jean Joseph Amable Humbert, francuski generał (ur. 1767)
- 1826 – Louis-Gabriel Suchet, francuski dowódca wojskowy, marszałek Francji (ur. 1770)
- 1830 – Walenty Domżalski, polski urzędnik, poeta, wolnomularz (ur. 1790)
- 1836 – William North, amerykański wojskowy, polityk (ur. 1775)
- 1838 – Maksymilian Wettyn, książę saksoński (ur. 1759)
- 1840 – Patrício da Silva, portugalski duchowny katolicki, arcybiskup Évory, patriarcha Lizbony, kardynał (ur. 1756)
- 1841 – Andrzej Stanisław von Hatten, polski duchowny katolicki, biskup warmiński pochodzenia niemieckiego (ur. 1763)
- 1850 – Giuseppina Grassini, włoska śpiewaczka operowa (kontralt) (ur. 1773)
- 1851 – Thomas Birch, amerykański malarz pochodzenia angielskiego (ur. 1779)
- 1858 – Rachel Félix, francuska aktorka (ur. 1821)
- 1859 – Ignacy Badeni, polski ziemianin, polityk, pisarz, tłumacz (ur. 1786)
- 1863:
  - John Branch, amerykański polityk, dyplomata (ur. 1782)
  - Christoph Engelbrecht von Brevern, rosyjski prawnik, sędzia, polityk pochodzenia niemieckiego (ur. 1782)
- 1864:
  - Michał Baliński, polski historyk, pisarz, publicysta, działacz oświatowy (ur. 1794)
  - John Joseph Hughes, amerykański duchowny katolicki, arcybiskup Nowego Jorku pochodzenia irlandzkiego (ur. 1797)
  - Wilhelm Gottlieb Baisch, niemiecki litograf (ur. 1805)
- 1868 – Moritz Hauptmann, niemiecki kompozytor, teoretyk muzyki, pedagog (ur. 1792)
- 1870 – Jan Karol Henryk Kaden, saski i polski inżynier górnictwa i hutnictwa, działacz gospodarczy (ur. 1790)
- 1871:
  - Cyriak Eliasz Chavara, indyjski zakonnik, święty katolicki (ur. 1805)
  - Ludwik Zejszner, polski geolog, geograf, kartograf, krajoznawca (ur. 1805)
- 1875 – Pierre Larousse, francuski pisarz, leksykograf, publicysta, wydawca (ur. 1817)
- 1881 – Filipina Płaskowicka, polska pedagog, polityk, działaczka socjalistyczna (ur. 1847)
- 1882 – Clement Claiborne Clay, amerykański polityk (ur. 1816)
- 1884 – Henri Ramière, francuski jezuita, publicysta (ur. 1821)
- 1890 – Jan Karol Scipio del Campo, polski duchowny katolicki, bibliofil (ur. 1801)
- 1894:
  - August Kościesza-Żaba, polski orientalista, dyplomata (ur. 1801)
  - Elizabeth Peabody, amerykańska nauczycielka, działaczka społeczna (ur. 1804)
- 1897:
  - Louis Vivien de Saint-Martin, francuski geograf (ur. 1802)
  - Guglielmo Sanfelice d’Acquavilla, włoski duchowny katolicki, arcybiskup Neapolu, kardynał (ur. 1834)
- 1903:
  - Alois Hitler, austriacki urzędnik, ojciec Adolfa (ur. 1837)
  - James Wimshurst, brytyjski inżynier, wynalazca (ur. 1832)
- 1905:
  - Julius Scriba, niemiecki chirurg (ur. 1848)
  - Edward Trzemeski, polski fotograf (ur. 1843)
- 1908 – Charles Augustus Young(inne języki), amerykański astronom (ur. 1834)
- 1911 – Aleksandros Papadiamandis, grecki pisarz, tłumacz (ur. 1851)
- 1912:
  - Felix Dahn, niemiecki prawnik, historyk, wykładowca akademicki, pisarz (ur. 1834)
  - Robley Evans, amerykański kontradmirał (ur. 1846)
- 1916:
  - William Perkins Black, amerykański wojskowy (ur. 1842)
  - Grenville Dodge, amerykański generał, przedsiębiorca, polityk (ur. 1831)
- 1919 – Frank Duveneck, francuski malarz, grawer, rzeźbiarz, pedagog (ur. 1848)
- 1920 – Zygmunt Janiszewski, polski matematyk, wykładowca akademicki (ur. 1888)
- 1921 – Aleksandr Parchomienko, rosyjski robotnik, działacz rewolucyjny (ur. 1886)
- 1922:
  - Berthold Delbrück, niemiecki językoznawca, wykładowca akademicki (ur. 1842)
  - Wilhelm Voigt, niemiecki szewc znany jako kapitan z Köpenick (ur. 1849)
- 1923 – Jaroslav Hašek, czeski pisarz, publicysta, dziennikarz (ur. 1883)
- 1924:
  - Ernest Babelon, francuski bibliotekarz, historyk, gliptograf, numizmatyk (ur. 1854)
  - Ole Olsen, norweski łyżwiarz szybki (ur. 1897)
  - Jiří Wolker, czeski poeta (ur. 1900)
- 1926:
  - Emmet Boyle, amerykański polityk, gubernator Nevady (ur. 1879)
  - Jan Bielecki, polski chemik, wykładowca akademicki (ur. 1869)
- 1927:
  - Franciszek Aleksandrowicz, polski generał dywizji (ur. 1856)
  - Sereno Fenn, amerykański przemysłowiec (ur. 1844)
  - Carl David Tolmé Runge, niemiecki matematyk, fizyk, wykładowca akademicki (ur. 1856)
- 1929 – Antoni Kozakiewicz, polski malarz, uczestnik powstania styczniowego (ur. 1841)
- 1930:
  - Władysław Horodecki, polski architekt (ur. 1863)
  - Guglielmo Plüschow, niemiecki fotograf (ur. 1852)
- 1931 – Joseph Joffre, francuski dowódca wojskowy, marszałek Francji (ur. 1852)
- 1933:
  - Wilhelm Cuno, niemiecki polityk, kanclerz Niemiec (ur. 1876)
  - Jack Pickford, kanadyjski aktor, reżyser i producent filmowy (ur. 1896)
- 1935:
  - Francis Redwood, brytyjski duchowny katolicki, arcybiskup metropolita Wellington (ur. 1839)
  - Mihal Turtulli, albański lekarz, działacz niepodległościowy, polityk (ur. 1856)
  - Kazimierz Marian Wyszyński, polski ułan, dyplomata (ur. 1890)
- 1936 – Jorge Brown, argentyński piłkarz (ur. 1880)
- 1937 – Richard Weiner, czeski poeta, prozaik, publicysta (ur. 1884)
- 1939 – Aleksander Uchnast, polski nauczyciel, porucznik, uczestnik powstania styczniowego (ur. 1849)
- 1940 – Bolesław Wodecki, polski major piechoty (ur. 1897)
- 1941:
  - Eugène Boch, belgijski malarz (ur. 1855)
  - Franciszek Wójcik, polski rolnik, polityk, minister bez teki, poseł na Sejm Ustawodawczy (ur. 1863)
- 1942:
  - Zygmunt Gajewicz, polski duchowny katolicki, pedagog (ur. 1880)
  - Jerzy Podoski, polski kapitan dyplomowany piechoty, strzelec sportowy, bronioznawca (ur. 1900)
- 1943:
  - Kazuo Kubokawa, japoński astronom (ur. 1903)
  - Bid McPhee, amerykański baseballista (ur. 1859)
- 1944:
  - Jurgis Baltrušaitis, litewski poeta (ur. 1873)
  - Franz Reichleitner, niemiecki funkcjonariusz i zbrodniarz nazistowski (ur. 1906)
- 1945:
  - Edgar Cayce, amerykański mistyk, jasnowidz (ur. 1877)
  - Ferdynand Ossendowski, polski pisarz (ur. 1876)
- 1946:
  - Allan Brooks, kanadyjski ornitolog, rysownik (ur. 1869)
  - Mieczysław Chałupczyński, polski dyplomata (ur. 1893)
  - William Joyce, brytyjski polityk faszystowski, propagandzista radiowy na usługach III Rzeszy pochodzenia amerykańskiego (ur. 1906)
  - Karl Maria Wiligut, niemiecki ariozof, okultysta (ur. 1866)
  - Carl Gustav Witt, niemiecki astronom (ur. 1866)
- 1947 – Ernst Hardt, niemiecki pisarz, tłumacz (ur. 1876)
- 1949 – Robert Ingersoll Aitken, amerykański rzeźbiarz, pedagog (ur. 1878)
- 1950:
  - Ernst Czyhlarz, austriacki patolog (ur. 1873)
  - Emil Jannings, niemiecki aktor (ur. 1884)
  - Alberto Ohaco, argentyński piłkarz (ur. 1889)
- 1951 – Iosif Łangbard, białoruski architekt pochodzenia żydowskiego (ur. 1882)
- 1952 – Petyr Dżidrow, bułgarski prawnik, polityk (ur. 1876)
- 1955 – John Fenning, brytyjski wioślarz (ur. 1885)
- 1956:
  - Aleksandr Grieczaninow, rosyjski kompozytor (ur. 1864)
  - Joseph Wirth, niemiecki polityk, kanclerz Niemiec (ur. 1879)
- 1957:
  - Kazimierz Dobrowolski, polski działacz socjalistyczny, polityk, poseł na Sejm RP (ur. 1884)
  - Adam Rychtarski, polski malarz (ur. 1885)
- 1958 – Alexander Meissner, austriacki inżynier, radiotechnik, wykładowca akademicki (ur. 1883)
- 1959:
  - Edwin Muir, szkocki prozaik, poeta, tłumacz (ur. 1887)
  - Stefan Zaleski, polski ekonomista, wykładowca akademicki (ur. 1888)
- 1960:
  - Jekatierina Diesnicka, rosyjska arystokratka, księżna Syjamu (ur. 1886)
  - Eric Philbrook Kelly, amerykański dziennikarz, pisarz (ur. 1884)
  - Victor Sjöström, szwedzki aktor, reżyser, producent i scenarzysta filmowy (ur. 1879)
- 1961 – Edward Kurek, polski piłkarz, bramkarz (ur. 1912)
- 1963 – Shinobu Ishihara, japoński okulista, wykładowca akademicki (ur. 1879)
- 1964 – Baselios Geevarghese II, indyjski duchowny Malankarskiego Kościoła Ortodoksyjnego, Katolikos Wschodu (ur. 1874)
- 1965 – Mieczysław Kozar-Słobódzki, polski kompozytor, pedagog (ur. 1884)
- 1967:
  - Mary Garden, szkocka śpiewaczka operowa (sopran) (ur. 1874)
  - Reginald Punnett, brytyjski genetyk (ur. 1875)
  - Jack Ruby, amerykański zabójca pochodzenia żydowskiego (ur. 1911)
- 1969 – Oswald Pfau, niemiecki piłkarz, bramkarz, trener (ur. 1915)
- 1970:
  - Józef Kohut, polski piłkarz (ur. 1922)
  - Franciszek Zalewski, polski działacz niepodległościowy, lekarz i oficer (ur. 1882)
- 1971:
  - Carlo Braga, włoski salezjanin, misjonarz, Sługa Boży (ur. 1889)
  - Helena Chaniecka, polska aktorka (ur. 1910)
- 1972:
  - Frans Masereel, belgijski malarz, grafik (ur. 1889)
  - Iwan Siedin, radziecki polityk (ur. 1906)
- 1973 – Henryk Ruszczyc(inne języki), polski specjalista ds. rehabilitacji niewidomych (ur. 1901)
- 1974 – Gino Cervi, włoski aktor (ur. 1901)
- 1975:
  - Milton Cross, amerykański prezenter radiowy (ur. 1897)
  - Zofia Lindorfówna, polska aktorka (ur. 1905)
  - Janina Prystorowa, polska działaczka społeczna, polityk, poseł na Sejm RP (ur. 1881)
- 1976 – John Ainsworth-Davis, brytyjski lekkoatleta, sprinter (ur. 1895)
- 1977 – Tom Gries(inne języki), amerykański reżyser filmowy (ur. 1922)
- 1978:
  - Rubén Morán, urugwajski piłkarz (ur. 1930)
  - Charles Wennergren, szwedzki tenisista (ur. 1889)
- 1980:
  - Joy Adamson, amerykańska zoolog, pisarka (ur. 1910)
  - Lucien Buysse, belgijski kolarz szosowy (ur. 1893)
- 1981:
  - Alicja, hrabina Athlone (ur. 1883)
  - Felton Jarvis, amerykański producent muzyczny (ur. 1934)
- 1982:
  - Fritz Laband, niemiecki piłkarz (ur. 1925)
  - Pacifico Perantoni, włoski duchowny katolicki, biskup Gerace, arcybiskup Lanciano-Ortona, generał zakonu franciszkanów (ur. 1895)
- 1983:
  - Konstanty Palukiewicz, polski operator filmowy (ur. 1893)
  - Gaspar Rubio, hiszpański piłkarz, trener (ur. 1907)
  - Teofil Zawieja, polski franciszkanin, prowincjał (ur. 1913)
- 1984 – Bolesław Orski, polski aktor (ur. 1903)
- 1985:
  - Leo Christoph, niemiecki duchowny katolicki, wielki dziekan kłodzki i kanoniczny wizytator księży i wiernych hrabstwa kłodzkiego (ur. 1901)
  - Jerzy Lutowski, polski prozaik, dramaturg, scenarzysta filmowy (ur. 1923)
  - Tadeusz Pełczyński, polski generał brygady, zastępca komendanta AK (ur. 1892)
- 1986:
  - Stanisław Turski, polski matematyk, wykładowca akademicki (ur. 1906)
  - Jan Zumbach, polski pilot wojskowy, as myśliwski (ur. 1915)
- 1988:
  - Gaston Eyskens, belgijski ekonomista, polityk, premier Belgii (ur. 1905)
  - Fernando González Valenciaga, hiszpański piłkarz (ur. 1921)
- 1989:
  - Maria Olejniczak, polska reżyserka dubbingu (ur. 1923)
  - Siergiej Sobolew, rosyjski matematyk (ur. 1908)
  - Robert Thomas, francuski pisarz (ur. 1927)
- 1990:
  - Arthur Gold(inne języki), kanadyjski pianista (ur. 1917)
  - Reuben Jones, brytyjski jeździec sportowy (ur. 1932)
- 1991 – Zbigniew Muszyński, polski inżynier mechanik, wykładowca akademicki, urzędnik państwowy (ur. 1912)
- 1992:
  - Judith Anderson, australijska aktorka (ur. 1897)
  - Jerzy Tynecki, polski historyk literatury, bibliotekarz (ur. 1935)
  - Pawieł Zyrianow, radziecki generał pułkownik, funkcjonariusz służb specjalnych, polityk (ur. 1907)
- 1993 – Stefan Garczyński, polski pisarz, publicysta, pedagog (ur. 1920)
- 1994 – Suren Kasparian, radziecki kapitan (ur. 1924)
- 1995 – Wilhelm Schäperclaus, niemiecki ichtiolog, wykładowca akademicki (ur. 1899)
- 1996 – Jerzy Dyrda, polski inżynier, ekonomista, major (ur. 1906)
- 1997:
  - Michaił Heller, rosyjski historyk, wykładowca akademicki (ur. 1922)
  - Gianfranco Pandolfini, włoski piłkarz wodny (ur. 1920)
  - Edmund Pszczółkowski, polski generał brygady, polityk, poseł na Sejm PRL, minister rolnictwa, dyplomata (ur. 1904)
- 1998 – Carlo Ludovico Bragaglia(inne języki), włoski reżyser filmowy (ur. 1894)
- 1999 – Jerry Quarry, amerykański bokser (ur. 1945)
- 2000:
  - Jan Jarosz, polski mikrobiolog, wykładowca akademicki (ur. 1939)
  - Wiktor Kołotow, ukraiński piłkarz, trener pochodzenia rosyjskiego (ur. 1949)
- 2001:
  - Karl F. Klein, niemiecki działacz religijny, członek Ciała Kierowniczego Świadków Jehowy (ur. 1906)
  - Alina Kowalska, polska językoznawczyni, wykładowczyni akademicka (ur. 1932)
- 2002:
  - Freddy Heineken, holenderski przedsiębiorca, producent piwa (ur. 1923)
  - Jerzy Pierzchała, polski wspinacz (ur. 1914)
  - Antoni Strzelbicki, polski kapitan żeglugi wielkiej, pisarz, tłumacz (ur. 1922)
  - Antonio Todde, włoski superstulatek (ur. 1889)
- 2003:
  - Flóra Kádár, węgierska aktorka (ur. 1928)
  - Halima Nosirova, uzbecka śpiewaczka operowa (sopran), aktorka, pedagog (ur. 1913)
  - Tore Rydman, szwedzki curler (ur. 1914)
  - Krystyna Wilkowska-Chomińska, polska muzykolog (ur. 1920)
  - Monique Wittig, francuska pisarka, feministka (ur. 1935)
- 2004:
  - Pierre Flamion, francuski piłkarz, trener (ur. 1924)
  - Ma Wenrui, chiński polityk (ur. 1912)
  - Min Zhiting, chiński przywódca religijny (ur. 1924)
- 2005:
  - Jyotindra Nath Dixit, indyjski dyplomata (ur. 1936)
  - Will Eisner, amerykański autor komiksów (ur. 1917)
  - Alberto Giglioli, włoski duchowny katolicki, biskup Chiusi-Pienza i Montepulciano (ur. 1924)
  - Koo Chen-fu, tajwański przedsiębiorca, dyplomata (ur. 1917)
  - Claude Meillassoux, francuski marksistowski antropolog ekonomiczny, afrykanista (ur. 1925)
- 2006:
  - Jesús Orta Ruiz(inne języki), kubański poeta (ur. 1922)
  - Bill Skate, papuański polityk, gubernator generalny i premier Nowej Gwinei (ur. 1953)
- 2007:
  - Annibale Ciarniello(inne języki), włoski weteran wojenny (ur. 1900)
  - Olgierd Ciepły, polski lekkoatleta, młociarz (ur. 1936)
  - János Fürst, węgierski dyrygent (ur. 1935)
  - Sergio Jiménez, meksykański aktor (ur. 1937)
  - William Verity(inne języki), amerykański polityk, sekretarz handlu (ur. 1917)
- 2008:
  - Krzysztof Ciepliński, polski gitarzysta, wokalista (ur. 1952)
  - Natasha Collins, brytyjska aktorka, modelka (ur. 1976)
  - Werner Dollinger, niemiecki przedsiębiorca, samorządowiec, polityk (ur. 1918)
  - Milt Dunnell, kanadyjski dziennikarz sportowy, publicysta (ur. 1905)
  - Janusz Duński, polski aktor, śpiewak operetkowy (ur. 1929)
  - António Matias, portugalski judoka, trener (ur. 1923)
  - Oskar Saier, niemiecki duchowny katolicki, arcybiskup Fryburga (ur. 1932)
  - O.G. Style, amerykański raper (ur. 1970)
  - Yo-Sam Choi(inne języki), południowokoreański bokser (ur. 1973)
- 2009:
  - Ryszard Bogusz, polski samorządowiec, prezydent Skierniewic (ur. 1953)
  - Charles Camilleri, maltański kompozytor, dyrygent (ur. 1931)
  - Betty Freeman, amerykańska filantropka (ur. 1921)
  - Luca Gelfi, włoski kolarz szosowy (ur. 1966)
  - Pat Hingle, amerykański aktor (ur. 1924)
  - Wincenty Różański, polski poeta (ur. 1938)
  - Alan Walters, brytyjski ekonomista (ur. 1926)
- 2010:
  - Janusz Atlas, polski dziennikarz, publicysta (ur. 1949)
  - Gustavo Becerra-Schmidt, chilijski kompozytor (ur. 1925)
  - Mary Daly, amerykańska pisarka (ur. 1928)
  - Stefan Krzysztof Kuczyński, polski historyk, wykładowca akademicki (ur. 1938)
  - Tomasz Niewodniczański, polski fizyk jądrowy, kolekcjoner, bibliofil (ur. 1933)
  - Artur Zirajewski, polski płatny morderca (ur. 1972)
- 2011:
  - Zbigniew Jaremski, polski lekkoatleta, sprinter (ur. 1949)
  - William Takaku, papuaski aktor (ur. ?)
- 2012:
  - Víctor Arriagada Ríos, chilijski grafik, twórca komiksów (ur. 1934)
  - Zdzisław Jusis, polski rzemieślnik, działacz społeczny, polityk (ur. 1932)
  - Josef Škvorecký, czeski pisarz, tłumacz, wydawca (ur. 1924)
- 2013:
  - Aleksandra Ford-Sampolska, polska aktorka (ur. 1947)
  - Alfie Fripp, brytyjski pilot wojskowy (ur. 1913)
  - Sergiu Nicolaescu, rumuński reżyser filmowy, aktor, polityk (ur. 1930)
  - Burry Stander, południowoafrykański kolarz górski i szosowy (ur. 1987)
- 2014:
  - László Helyey, węgierski aktor (ur. 1948)
  - Alicia Rhett, amerykańska aktorka (ur. 1915)
  - Saul Zaentz, amerykański producent filmowy (ur. 1921)
- 2015:
  - Edward Brooke, amerykański polityk (ur. 1919)
  - Paulinus Costa, bengalski duchowny katolicki, biskup Rajshahi, arcybiskup Dhaki (ur. 1936)
  - Henk Ebbinge, holenderski piłkarz (ur. 1950)
  - Ivan Jullien, francuski trębacz jazzowy, kompozytor (ur. 1934)
  - Olga Kniaziewa, rosyjska florecistka (ur. 1954)
  - Mieczysław Lewicki, polski lekkoatleta, średnio- i długodystansowiec, trener (ur. 1926)
  - Wiktor Prudnikow, rosyjski generał (ur. 1939)
  - Jouko Törmänen, fiński skoczek narciarski (ur. 1954)
- 2016:
  - Leonard Berkowitz, amerykański psycholog pochodzenia żydowskiego (ur. 1926)
  - Barnabas Halem ’Imana, ugandyjski duchowny katolicki, biskup Kabale (ur. 1929)
  - Alberto Iniesta Jiménez, hiszpański duchowny katolicki, biskup pomocniczy Madrytu (ur. 1923)
  - Henryk Jurkowski, polski krytyk, historyk i teoretyk teatru (ur. 1927)
  - Jan Kamiński, polski polityk, poseł na Sejm PRL, minister bez teki (ur. 1922)
  - Krystyna Karwicka-Rychlewicz, polska dziennikarka (ur. 1934)
  - Raymond Lessard, amerykański duchowny katolicki, biskup Savannah (ur. 1930)
  - Peter Naur, duński astronom, informatyk (ur. 1928)
  - Igor Siergun, rosyjski generał pułkownik, szef Głównego Zarządu Sztabu Generalnego (ur. 1957)
  - Curro Martín Summers, hiszpański aktor, scenarzysta filmowy (ur. 1961)
- 2017:
  - Ivo Brešan, chorwacki prozaik, dramaturg (ur. 1936)
  - Ludwik Krempa, polski generał brygady pilot (ur. 1916)
  - Michał Kulenty, polski kompozytor, saksofonista jazzowy, multiinstrumentalista (ur. 1956)
  - Igor Wołk, rosyjski pilot oblatywacz, kosmonauta (ur. 1937)
- 2018:
  - Herbert Hermes, amerykański duchowny katolicki posługujący w Brazylii, biskup, prałat terytorialny Cristalândia (ur. 1933)
  - Adeodato Micallef, maltański duchowny katolicki, biskup, wikariusz apostolski Kuwejtu (ur. 1928)
  - Darci Miguel Monteiro, brazylijski piłkarz, skaut piłkarski (ur. 1968)
  - Serafino Sprovieri, włoski duchowny katolicki, arcybiskup Rossano-Cariati i Benewentu (ur. 1930)
- 2019:
  - Leszek Lackorzyński, polski prawnik, polityk, senator RP (ur. 1941)
  - Sławomir Szof, polski dziennikarz (ur. 1933)
  - Jacek Szpotański, polski inżynier elektryk, ekonomista (ur. 1927)
  - Michael Yeung Ming-cheung, chiński duchowny katolicki, biskup Hongkongu (ur. 1946)
- 2020:
  - Wolfgang Brezinka, niemiecki pedagog, filozof (ur. 1928)
  - Domenico Corcione, włoski generał, szef sztabu obrony Włoskich Sił Zbrojnych, polityk, minister obrony (ur. 1929)
  - Stanisław Kobielus, polski duchowny katolicki, pallotyn, historyk sztuki, poeta (ur. 1939)
  - Ghasem Solejmani, irański generał major, dowódca sił Ghods (ur. 1957)
  - Jan Tesarz, polski aktor (ur. 1935)
- 2021:
  - Raúl Baglini, argentyński polityk (ur. 1949)
  - Naohiro Ikeda, japoński siatkarz (ur. 1940)
  - Teresa Nowelska-Sabalczyk, polska plastyk, malarka, projektantka tkanin artystycznych (ur. 1944)
  - Tatiana Štefanovičová, słowacka archeolog, historyk (ur. 1934)
  - Hubert Szymczyński, polski wokalista, kompozytor, multiinstrumentalista (ur. 1948)
- 2022:
  - Mordechaj Ben-Porat, izraelski polityk, minister bez teki (ur. 1923)
  - Witold Kopeć, polski aktor, reżyser teatralny (ur. 1958)
  - Zenon Krzeszowski, polski ekonomista, chemik, samorządowiec, prezydent Starachowic (ur. 1949)
  - Mario Lanfranchi, włoski scenarzysta i reżyser filmowy i teatralny (ur. 1927)
  - Zbigniew Łój, polski hokeista na trawie (ur. 1945)
  - Wiktor Saniejew, radziecki lekkoatleta, trójskoczek (ur. 1945)
  - Andrzej Żurkowski, polski doktor inżynier transportu, menedżer (ur. 1956)
- 2023:
  - Rusłan Chasbułatow, rosyjski ekonomista, polityk (ur. 1942)
  - Ib Christensen, duński psycholog, polityk, eurodeputowany (ur. 1930)
  - Walter Cunningham, amerykański pułkownik rezerwy korpusu piechoty morskiej, astronauta (ur. 1932)
  - Christian Aaron Lewandowski, polsko-amerykański literaturoznawca (ur. 1973)
  - Kazimierz Madziała, polski organista (ur. 1944)
  - Abd as-Salam al-Madżali, jordański lekarz wojskowy, otorynolaryngolog, polityk, premier Jordanii (ur. 1926)
  - Mitică Popescu, rumuński aktor (ur. 1936)
  - Mariusz Światogór, polski rugbysta (ur. 1961)
  - Norbert Werbs, niemiecki duchowny katolicki, biskup pomocniczy Hamburga (ur. 1940)
- 2024:
  - Karsten Knolle, niemiecki dziennikarz, polityk, eurodeputowany (ur. 1939)
  - René Metge, francuski kierowca wyścigowy i rajdowy (ur. 1941)
  - Jan Żyliński, polski przedsiębiorca, oficer, działacz polonijny (ur. 1951)
- 2025:
  - William Higi, amerykański duchowny katolicki, biskup Lafayette w Indianie (ur. 1933)
  - Andrew Pyper, kanadyjski pisarz (ur. 1968)
  - Jerzy Tarnawski, polski architekt (ur. 1926)
  - Gilbert Van Binst, belgijski piłkarz (ur. 1951)